# T.M. Soundararajan
T.M. Soundararajan, właśc. Thuguluva Meenatchi Iyengar Sounderarajan znany jako TMS (ur. 24 marca 1922 lub 1923, zm. 25 maja 2013) – indyjski wokalista podkładający głos w piosenkach filmowych, także aktor.
Kształcenie wokalne rozpoczął w wieku siedmiu lat. Pobierał nauki od Chinnakondy Saragapani Bhagavathara oraz Arayakkudi Ramajani Iyengara. Uczęszczał do Sourashtra High School w Maduraju. Pierwszy koncert dał w wieku 21 lat (lub 23). Pracę w tamilskim przemyśle filmowym rozpoczął w 1946. Regularnie współpracował z Sivaji Ganesanem, M.G. Ramachandranem, S.S. Rajendranem, Gemini Ganesanem, Ravichandranem czy Jeyem Sankarem. Działał również w Tollywood, użyczał swego głosu N.T. Ramie Rao czy A. Nageshwarze Rao. Łącznie wykonał przeszło 13 500 utworów w różnych językach indyjskich, między innymi tamilskim, telugu, malajalam oraz hindi. Wystąpił w kilku filmach. Uhonorowany Padmą Shri (2003), otrzymał również nagrodę Swaralaya (2012).